# Reizó Fukuhara
Reizó Fukuhara (2. duben 1931 – 27. únor 1970) byl japonský fotbalista.

## Reprezentační kariéra
Reizó Fukuhara odehrál za japonský národní tým v roce 1955 celkem 2 reprezentační utkání.

## Statistiky
| Japonsko | Japonsko | Japonsko |
| Roky     | Záp.     | Góly     |
| -------- | -------- | -------- |
| 1955     | 2        | 0        |
| Celkem   | 2        | 0        |